# Amphientulus ruseki
Amphientulus ruseki är en urinsektsart som först beskrevs av Josef Nosek 1978.  Amphientulus ruseki ingår i släktet Amphientulus och familjen lönntrevfotingar. Inga underarter finns listade i Catalogue of Life.